# Saïda, Algeriet

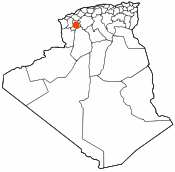
Saïdas läge i Algeriet.

Saïda (arabiska سعيدة) är en stad och kommun i nordvästra Algeriet och är administrativ huvudort för en provins med samma namn. Folkmängden i kommunen uppgick till 128 413 invånare vid folkräkningen 2008, varav 124 989 invånare bodde i centralorten.